# Frente Revolucionario de Unidad Democrática Afar
El Frente Revolucionario de Unidad Democrática de Afar (en afar: Qafar Uguugumoh Demokrasiyyoh Inkiinoh Fooca; abreviado ARDUF) es un partido político afar en Etiopía, fundado en 1993. Había sido miembro del partido de oposición de la coalición Fuerzas Democráticas Etíopes Unidas (UEDF).
Comúnmente el ARDUF es llamado Uguugumo (escrito también Uguguma o Ugogomo), que significa «revolución», un término que se reserva más a su ala armada, y comúnmente se piensa que es una organización separada estrechamente vinculada al ARDUF.

## Historia
El partido fue fundado en marzo de 1993, como la unión de tres organizaciones de Afar: la Unión de Unidad Democrática Revolucionaria Afar (ARDUU), fundada en 1991, dirigida por Mohamooda Gaaz(o Gaaz); la Afar Ummatah Demokrasiyyoh Focca (AUDF); y las Fuerzas Revolucionarias de Afar (ARF). Mohamooda Gaas fue elegido como su Secretario General en 1995, pero rechazó el puesto, dejándolo a manos de Muhyadin Mafatah, quien luego fue extraditado de Yibuti a Addis Abeba, Etiopía en agosto de 1996, donde fue encarcelado con otros dos líderes, Habib, Mahammad Yayyo y Jamal Abdulkadir Redo . 

## Actividades
En marzo de 1995, ARDUF participó en el secuestro de turistas italianos en la región de Afar de Etiopía, lo que resultó en una campaña militar etíope contra el grupo, coordinada con el gobierno de Eritrea. Los viajeros informaron de enfrentamientos entre el ARDUF y las fuerzas del gobierno en el distrito de Dallol, hasta 1995, incluidos ataques a propiedades de los miembros de la Organización Democrática del Pueblo Afar (APDO) como "traidores", lo que provocó el fin de todo el tráfico en las rutas comerciales de las caravanas a través del área de Dallol y la consiguiente escasez de alimentos.  Se hicieron intentos políticos de reconciliación en octubre de 1997 con la creación de una conferencia de Afar, y nuevamente en noviembre, aunque ambas fracasaron. Mohamooda Gaas hizo una declaración de alto al fuego unilateral con las fuerzas gubernamentales, el 5 de junio de 1998 después de la guerra entre Eritrea y Etiopía de 1998 al 2000 y un ataque de Eritrea contra la ciudad de Alitena, habitada principalmente por el pueblo irob (una etnia estrechamente relacionada lingüísticamente con los afar). Como resultado de las bajas civiles producidas en los combates, ARDUF se reconcilió con Etiopía para minimizar las muertes de civiles en la región y condenó los ataque del gobierno de Eritrea.
El 2 de marzo de 2007, miembros del ARDUF toman como rehenes a 5 empleados de la embajada británica, trabajadores y familiares de trabajadores, junto con 9 guías etíopes y personal de la embajada, durante una gira por la región de Afar en Hamedela. La crisis terminó sin víctimas ni heridos.
El ataque más mediático del ARDUF ocurrió el 16 de enero de 2012, cuando un grupo de turistas fue emboscado en las inmediaciones de Erta Ale muriendo cinco y dejando heridos a otros 3, además de que algunos fueron tomados como rehenes. En marzo del mismo año, ARDUF liberó a 2 turistas que seguían secuestrados.
No fue hasta el 3 de diciembre de 2017 cuando el Dr. Walter Reopert, un turista alemán, fue asesinado a tiros y su guía resultó herido en el asalto, cerca del volcán Erta Ale en el distrito de la Zona 2, Afar. Algunas fuentes sospecharon que la matanza fue perpetrada por la ARDUF.
El 5 de noviembre de 2021, la ARDUF anunció que se había unido al Frente Unido de Fuerzas Confederales y Federalistas de Etiopía. El 31 de enero de 2022, la ARDUF anunció que se distanciaba del Frente Unido de Fuerzas Confederales y Federalistas de Etiopía tras acusar a las fuerzas de Tigrayan de matar a civiles en la región de Afar.

## Después de unirse al UEDF
En julio de 2003, ARDUF se convirtió en miembro de la recién formada coalición UEDF, en oposición al partido gobernante EPRDF. Poco después, el 20 de septiembre de 2003, emitió una advertencia contra la entrada de extranjeros en la zona norte de la región de Afar con el fin de demarcar la parte oriental de la frontera entre Etiopía y Eritrea, ya que sería contrario a la política del partido de unidad afar, que vive a ambos lados de la frontera oriental:
Nuestros gemelos enemigos, Shabia (de Isaías Afewerki) y Weyane (de Meles Zenawi), han estado, bajo los auspicios de las Naciones Unidas, realizando actos ilegales de bandolerismo contra nuestro pueblo. Que todo el mundo sepa que ARDUF reitera su posición firme como lo hizo en 1990, 1991, 1993 y 2000 que no solo se opone al acto ilegal de dividir a nuestro pueblo Afar y demarcar nuestro suelo bajo el pretexto de "demarcación fronteriza" entre Etiopía y Eritrea, pero también dispuesto a hacer ineficaz cualquier ejercicio de demarcación.

## Puntos de vista
El partido político tiene como objetivo unir a todo el pueblo Afar bajo una sola bandera. Aunque en el pasado el mecanismo no estaba claro, si esto implicaba la reunión de Eritrea y Etiopía (así como las tierras Afar en Yibuti) o un estado afar separado, el partido afirmó en 1998 que buscaba unir Afars bajo una región autónoma de Etiopía, similar a la actual región de Afar en Etiopía que existe desde 1996 (pero con la adición de tierras en Eritrea y Yibuti). En consecuencia, ARDUF no reconoce a Eritrea como estado soberano.